# Rezerwat przyrody Bagno Iglickie
Rezerwat przyrody Bagno Iglickie – torfowiskowy rezerwat przyrody położony na terenie gminy Resko w powiecie łobeskim (województwo zachodniopomorskie).

## Powołanie i położenie
Obszar chroniony utworzony został 26 grudnia 2016 r. na podstawie Zarządzenia Regionalnego Dyrektora Ochrony Środowiska w Szczecinie z dnia 12 grudnia 2016 r. w sprawie uznania za rezerwat przyrody „Bagno Iglickie” (Dz. Urz. Woj. Zach. z 2016 r. poz. 5022). Rezerwat obejmuje 46,04 ha powierzchni, w całości pod ochroną ścisłą. Składają się na niego tereny dawnego jeziora z przesuszonymi brzegami, obecnie przekształcającego się w torfowisko. Jest położony na terenie Nadleśnictwa Resko. Najbliższą miejscowością są położone ok. 1 km na południe Iglice.

## Charakterystyka
Celem ochrony rezerwatowej jest „zachowanie torfowiska pojeziornego z rzadkimi i ginącymi zbiorowiskami oraz gatunkami roślin”. Wartość przyrodnicza i zachowanie w stanie niemal nienaruszonym torfowiska zostało dostrzeżone podczas inwentaryzacji w Lasach Państwowych w latach 2006–2007, co zaowocowało staraniami o powołanie rezerwatu. Jego teren nie został jednak póki co w pełni poznany, głównie ze względu na trudną dostępność obszarów podmokłych. Teren bagna poprzecinany jest kanałami i rowami melioracyjnymi, mimo tego utrzymuje wysoki poziom wód i podlega torfowieniu.
Występują tu chronione prawem unijnym nizinne torfowiska zasadowe o charakterze młak, turzycowisk i mechowisk. Centralna, otwarta część bagna jest otoczona olsem torfowcowym Sphagno squarrosi-Alnetum; natomiast półotwartą część na północnym wschodzie porasta zbiorowisko mechowiskowe z torfowcem obłym (Menyantho trifoliatae-Sphagnetum teretis), tworzone przez turzycę prosową, bobrek trójlistkowy, siedmiopalecznik błotny i zachylnik błotny, w mniejszym stopniu jaskier wielki, nerecznicę grzebieniastą oraz zamierające od nadmiaru wody brzozy omszone i olsze czarne. Część z jeziorem jest w około 30 procentach pokryta przez mchy, głównie torfowce: torfowiec obły (Sphagnum teres), torfowiec Warnstorfa (Sphagnum warnstorfii), torfowiec błotny (Sphagnum palustre), torfowiec frędzlowany (Sphagnum fimbriatum), a także wargowiec blady (Chiloscyphus pallescens), drabik drzewkowaty (Climacium dendroides), płaskomerzyk oskrzydlony (Plagiomnium elatum) czy krótkosz strumieniowy (Brachythecium rivulare).
Na terenie obszaru chronionego zidentyfikowano 74 taksony roślin naczyniowych, w tym dwa gatunki zagrożone na Pomorzu Zachodnim i jeden w całej Polsce: żłobik koralowy, nerecznica grzebieniasta i ożanka nierównoząbkowa.
Wśród zadań ochronnych rezerwatu znajdują się m.in. monitorowanie wahań poziomu wód, oznakowanie granic, strzeżenie przed ludźmi zbierającymi runo leśne.